# Vlag van Pont-à-Celles
De vlag van Pont-à-Celles is op onbekende datum bij raadsbesluit vastgesteld als de vlag van de Henegouwse gemeente Pont-à-Celles. De vlag kan als volgt worden beschreven:
Rood, met over het geheel een geel Sint-Andrieskruis.
De vlag is volledig gebaseerd op het gemeentewapen en ziet er dus helemaal hetzelfde uit, en is identiek aan de vlag van Virton.